# Fernando Correia da Silva
Fernando Correa de Silva (Lisboa, 1931 – 2014) fue un escritor portugués, militante de izquierda, fundador y encargado del mantenimiento, durante su vida, del portal literario "Vidas Lusófonas". Fue autor de varias obras de poesía y prosa. Debido a su oposición al régimen dictatorial de António de Oliveira Salazar tuvo que exiliarse en Brasil.

## Biografía
Comenzó su militancia política en la década de 1940, durante la campaña de oposición al Estado Nuevo de Norton de Matos; sufrió por ello persecución por parte de la policía política del régimen -la PIDE- siendo detenido en Caxias cuando era militante del ala juvenil del MUD. En 1950 publicó su primer libro de poesía y, junto a Alexandre El'Neill, funda el periódico poético y político A Pomba, que se editó de forma clandestina.
Tuvo que salir del país y, junto a Agostinho  Neto, Marcelino de Santos y Vasco Cabral, emite una declaración a favor de la independencia de las colonias de África; vuelve a Portugal donde la persecución del régimen lo fuerza a abandonar la facultad de economía, exilandose entonces en Brasil, donde se instala en la ciudad de São Paulo.
En la capital paulista trabaja como periodista en la Folha de São Paulo, donde idea y dirige el suplemento infantil "Folhinha", de larga duración. Participa de la fundación del periódico "Portugal Democrático" y junto a autores como los brasileños Maria Bonomi, Guilherme Figueiredo, Cecília Meireles, y portugueses como Jorge de Sena, Casais  Monteiro, Sidónio Muralla y Fernando Leemos funda la editora de libros infantiles "Giroflé".
Con la llegada al país de la dictadura militar, en 1964, Correa de Silva se muda al Nordeste de Brasil, y trabaja en una fábrica de la ciudad de Fortaleza, donde da cuenta de la situación de desigualdad entre de riqueza y la miseria existente en la región. Vuelve São Paulo donde estudia técnicas industriales hasta que, con la Revolución de los Claveles de abril de 1974, vuelve finalmente Portugal donde participa en movimientos cooperativistas de producción.
Fue abuelo del cineasta João Salaviza.
Firmó obras con el pseudónimo de Fernando Mata-Cães.

## Principales obras
Organizó la edición de varias colecciones de cuentos de autores diversos, tales como "Cuentos Africanos" y "Novelas Portuguesas", este último editado en Brasil en 1963. De entre las obras del autor están:
- Colheita (Ed. Autor, Lisboa, 1950 - poemas)
- As Aventuras de Palhita, o Touro (Ed. Autor, Lisboa, 1952 - novela infantil)
- Os Descobridores (Cultrix, São Paulo, 1960 - biografías)
- Os Libertadores (Cultrix, São Paulo, 1961 - biografías)
- O Sindicato dos Burros (Giroflé, São Paulo, 1963 - cuentosw infantiles)
- A Cor dos Homens (Difel, São Paulo, 1966 - novela)
- 25 Contos de Economia (O Malho, Lisboa, 1978 - divulgación de temas económicos)
- Mata-Cães (Salamandra, Lisboa, 1986 - novela)
- Lord Canibal (Edições O Jornal, Lisboa, 1989 - novela)
- 80 Vidas Que a Morte Não Apaga (Público, 1996 - coleccionable coordinado por él y del cual fue autor de 15 de las biografías)
- Querença (Editorial Notícias, 1996 - novela)
- Lianor (Orabem Editora, Alenquer, 2000 - novela)